# Andrea Mitchell
Pour l’article homonyme, voir Mitchell.
Andrea Mitchell, née le 30 octobre 1946, est une journaliste et présentatrice de nouvelles américaine.
Elle travaille pour NBC News, le département de l'information du réseau de télévision américain NBC, pour lequel elle est correspondante en chef de la politique étrangère. Elle intervient régulièrement, en tant que correspondant, dans le journal télévisé NBC Nightly News de Brian Williams, la matinale Today, et sur la chaîne d'information en continu MSNBC au sein de laquelle elle anime l'émission quotidienne Andrea Mitchell Reports. Elle fait également régulièrement partie du panel de commentateurs de l'émission politique dominicale de NBC Meet the Press.
Durant la course à l'investiture démocrate de 2008, elle qualifie les habitants de Bristol en Virginie de rednecks.

## Publication
(en) Talking Back : . . . to Presidents, Dictators, and Assorted Scoundrels, 2006, 480 p. (ISBN 9781101201350, lire en ligne)

## Vie privée
Elle a épousé Alan Greenspan en 1997.